# Тумашово
Тумашо́во (рос. Тумашово) — село у складі Заводоуковського міського округу Тюменської області, Росія.
Населення — 411 осіб (2010, 494 у 2002).
Національний склад станом на 2002 рік:
- росіяни — 91 %